# Напас
Напа́с — село в Каргасокском районе Томской области, Россия. Входит в состав Среднетымского сельского поселения.

## География
Село расположено на 262 км левого берега реки Тым, которая огибает Напас с севера и запада. С востока Напас омывается водами реки Польта, впадающей в Тым.

### Климат
Климат в селе Напас холодно-умеренный. В Напасе значительное количество осадков, даже в сухие месяцы. По классификации климатов Кёппена — влажный континентальный климат с равномерным увлажнением и тёплым летом (индекс Dfb). Средняя годовая температура составляет -2.3 °C, в год выпадает около 521 мм осадков.
| Показатель                    | Янв.  | Фев.  | Март  | Апр. | Май  | Июнь | Июль | Авг. | Сен. | Окт. | Нояб. | Дек.  | Год  |
| ----------------------------- | ----- | ----- | ----- | ---- | ---- | ---- | ---- | ---- | ---- | ---- | ----- | ----- | ---- |
| Средний суточный максимум, °C | −16,8 | −14,7 | −4,7  | 3,2  | 11,6 | 20,0 | 23,9 | 19,6 | 12,9 | 1,9  | −8,2  | −14,2 | 2,9  |
| Средняя температура, °C       | −21,5 | −20   | −11   | −2,5 | 5,8  | 14,1 | 17,9 | 14,2 | 8,1  | −1,5 | −12,2 | −18,7 | −2,3 |
| Средний суточный минимум, °C  | −26,1 | −25,3 | −17,3 | −8,2 | 0,1  | 8,2  | 11,9 | 8,8  | 3,4  | −4,9 | −16,2 | −23,2 | −7,4 |
| Норма осадков, мм             | 27    | 18    | 20    | 28   | 48   | 60   | 74   | 71   | 54   | 51   | 39    | 31    | 521  |
| Источник:                     |       |       |       |      |      |      |      |      |      |      |       |       |      |

## История

Напас в 1912 году.

Исторический населённый пункт южных селькупов (группа чумэлкуп) — юрты Нопасовские / Напас. Крупнейшее южноселькупское поселение на Тыму. Относилось к Тымской инородческой волости (1-й половины) Нарымского края. Значение названия — «Бога имеющий» (южносельк.: Ноп — Бог; с/са — суффикс орудно-совместного падежа).
Юрты Нопасовские / Нопас / Напас 1-й / Напас Зимний / Напас на Тыму. Расположен на правой и левой стороне устья речки Нопас, впадающей с правой стороны в Тым (около 262 км по руслу реки). Основные коренные жители — селькупы Мулины, Люлины, Пыршины, Пычиковы. В 1897 г.: 5 хозяйств — 27 человек. В 1911 г.: 5 хозяйств — 22 человека.
Юрты Нопас / Напас 2-й / Напас Летний / Напас на протоке. Левый берег р. Нопас. В 1897 г.: 4 хозяйства — 17 человек. В 1911 г.: 4 хозяйства — 15 человек.
В 1932-1949 гг. Напас был административным центром Тымского туземного (национального) района.

### Устная история
У нас на ферме есть богатырские кара́мы (большие жилые землянки). На протоке на смолокурне они стоят. Места эти заметные. Они наместо царя жили, воевали друг с другом. Вот отсюда богатырь и оттуда богатырь с народом придут. Они воевали друг с другом стрелой. Раньше, напасовские старики рассказывали, когда пришла война, они (богатыри) подняли высоко лесину, подрубили её, их бревно покатили и всех врагов смели. Один раз с Ваху война пришла, и они войну подняли. Только оленья шерсть на Тыму осталась. Людей всех перебили и утонули люди.
Богатыри раньше землянки строили. Там раньше хода были, если война прийдёт, то туда прятались.
Богатыри — это наш же народ был, это нехристи. Царя никакого не признавали. Они были вместо царя, эти богатыри. Имена их не слыхивали. Сильные они люди были.
Вокруг Напаса семь богатырей было. Везде, по каждой речке, богатыри были.Записано Галиной Ивановной Пелих летом 1959 г. со слов селькупки Мулиной Варвары Тихоновны из Напаса, на Тыму, Пелих Г.И. Происхождение селькупов
Богатыри везде были. Раньше на каждой речке жили богатыри. У них в земле большие дома были. Сейчас как наступишь сильно на том месте, где дом был, то слышно, как пустота гремит. На земле нигде входа в тот дом не найти. Толстый лес вырос вверху над богатырскими домами. Они в дом из воды лазили по подземным ходам. Вот здесь у край речки лаз под водой в богатырский дом был. Они здесь на бор ходили. Богатыри луком воевали на коне. Ушли богатыри. Если бы они живые были, то люди видели бы их. Теперь только железки от богатырских стрел находят.Записано Галиной Ивановной Пелих летом 1953 г. со слов селькупа Мулина Дмитрия Николаевича из Напаса, на Тыму, Пелих Г.И. Происхождение селькупов

### Верования
В Лымбеле лоз был орёл (лымб). Сделан он был в виде орла. Это маленький лоз. В Варгананжиных маленький лоз был.
В Напасе большой лоз был, как человек, почти в рост человека. По-русски перевести, как значит — «большой царь». На него одежда была надета. И это остяцкий был большой лоз, он много знал. Вот сюда приезжают с вершин Тыма и с Кулеева и ворожат. Bee подчинялись напасовскому лозу. Раньше здесь был большой опытный ворожей. Лымбельский лоз назывался Лымбель квыдаргу. Это был маленький квыдаргу (гводар-хоп). Лымбель — орлиный, а квыдаргу — это чин лоза, как бы старший из лоэов. У Напаса был квыдаргу с семью головами и ему, этому семиголовому, подчинялись все маленькие квыдаргу.
По-русски, бывало, в хоромы царя старались пройти поклониться, а у нас — этому лозу. Были у него жена, ребятишки.
У главного лоза есть свое название... Не помню его (говорить нельзя).

У р. Ыя — женщина-лоз, с ребятишками. Она называлась чу́мульчара́ квыдаргу нэль хоп.Записано Галиной Ивановной Пелих летом 1959 г. со слов селькупа Портнягина Анатолия Васильевича из Напаса, на Тыму, Пелих Г.И. Происхождение селькупов
Я видывала в тайге особую белку с лямкой. Я сама видела её. Потом старики говорили, что это собака нечистой силы, лесного хозяина. Если её убьешь, то он нас всех погонит. Хозяин тогда прийдёт на стан, говорят, и тех убьёт.
Хозяин живет в материке. Семья у него поди тоже там, дети и все остальные. Ну откуль же иначе их (нечистой силы) так много бывало бы.
В воде там тоже черти есть. Вот человека они, если негодно делает, всё равно утянут в воду.
А другие живут в земле. Те грома боятся, грозы. Убивает их гром, говорят. Они от грома за лесину прячутся, тогда гром в лесину бьёт и разбивает её в щепки. Мой отец находил остриё каменное. Это стрела грома. Отец держал её у
меня вверх божницы.
На небе их нет, ну такой страм, чтоб на небе был! Наверху Ноп — это бог. Бог не один, несколько их там на небе.Записано Галиной Ивановной Пелих летом 1959 г. со слов селькупки Арнянгиной Марфы Никифоровны из Напаса, на Тыму, Пелих Г.И. Происхождение селькупов
Собака раньше с хозяином вместе ел и жил. Потом чёрт пришёл, он лаяться начал. Хозяин черта убил.
Чёрт (другой лоз) потом и говорит: «Ты все лаешь, мёрзнешь. Я тебе дам свою шкуру». Чёрт сменялся с ней. А и бог рассердился и сказал: «Теперь ешь то, что человек бросит». Бог его проклинал. А раньше у собаки была кожа, как у человека ногти. Чёрт ему наказывал, как менялся: «Ты больше на меня не лай, когда я приду и даже хозяина съем». И собака согласилася. С тех пор так пошло, что человек, не знает, когда лоз придёт.Записано Галиной Ивановной Пелих летом 1959 г. со слов селькупки Мулиной Варвары Тихоновны из Напаса, на Тыму, Пелих Г.И. Происхождение селькупов

### Археология

#### Напасское древнее селение
Группа заплывших ям, оставшихся от прежних жилищ, на правом материковом берегу протоки Напас, около 3 км ниже устья речки Напас, на котором расположен Летний Напас. В 1938 г. П. И. Кутафьев подобрал здесь небольшую коллекцию обломков от глиняных сосудов с отогнутым краем, сделанных от руки из хорошо промешанной глины, хорошего обжига, с гребенчатым и зубчатым орнаментом, выводящим геометрические узоры вокруг низкой шейки и прилегающей части выпуклых плеч.

#### Напасское городище
Городище, укреплённое рвом и валом, было расположено по Зимней Протоке недалеко от с. Напас.

#### Напасская находка
В селе Новый Напас, расположенном на левом берегу Тыма, при раскорчёвке земли под огороды, под кедром в несколько сот лет, в 1930-е годы была найдена круглая, ажурная пластинка, толщиной в 3 миллиметра, из красной меди, изображающая человека с распростёртыми руками, заключённого в круг 9,5 см в диаметре (диаметр всей пластинки равен 10,6 см).

#### Древнее селище на Перном озере
Находится недалеко от Напаса. Здесь находят много черепков с орнаментом и без орнамента. Выявлено местной жительницей, селькупкой Варварой Тихоновной Мулиной, которая собрала там коллекцию черепков.

#### Напасское староеостяцкоекладбище
Было расположено на высоком правом берегу протоки Напас, немного ниже устья речки Напас, у которого расположен Новый Напас. По рассказам остяков, в старину на всём Тыму было только одно это кладбище; после этого кладбище устроили ещё у дер. Кулеевой, а с недавнего времени хоронят около каждой деревни. На кладбище около Напаса покойников (остяков) возили на лодке со всего Тыма. Если смерть наступала зимой, когда нельзя было ехать водой, то умершего «подвешивали» где-нибудь в холодном месте или ставили в амбаре и хранили его так до весеннего половодья. На момент начала 1950-х годов лет 100—120 покойников хоронят в гробах, раньше гробов не делали. На кладбище копали грунтовую могилу в 1,2—1,5 м глубины, в которую опускали гроб, обёрнутый тиской. Тиской же покрывали и холмик над могилой (тиска представляет собой полотнище, размером 1,5*1,75 м, сшитое конским волосом из варёных полос бересты). Иногда сверху на могилу клали только тиску, но чаще всего строили «дом» из тёса, плах или брёвен, обыкновенно в два венца, с двухскатной крышей и «дверью» в конце или сбоку. В недавнее, на момент начала 1950-х гг., время ещё было в обычае ставить сюда в этот домик или около него чашку. чайник, миску, бутылочку с водкой, топор, ружьё и другие вещи.
Бедеровские грунтовые могилы
Расположены на высокой боровой гриве правого берега речки Могильной, впадающей в правобережную Акку (протоку) Тыма, 10—15 км выше Напаса. Местность эта носит название Бедеровский (Петровский) Бор. Могилы расположены в бору почти правильными параллельными рядами, по внешнему виду представляя собой заплывшие «ямки» от 1,8 до 2,7 м длины, от 0,7 до 1 м ширины и от 0,3 до 0,5 и глубины. Всего их здесь имеется от 75 до 100 штук. Как рассказывают местные остяки, здесь похоронены «нехристи», т. е. некрещёные, давнишние люди.

## Население
| 1920 | 2002 | 2010 | 2012 | 2013 | 2014 | 2015 |
| ---- | ---- | ---- | ---- | ---- | ---- | ---- |
| 37   | ↗351 | ↘273 | →273 | ↘270 | ↘266 | ↗268 |
| 2021 |      |      |      |      |      |      |
| ↘195 |      |      |      |      |      |      |

## Социальная сфера и экономика
В селе есть культурно-библиотечный центр, средняя общеобразовательная школа и фельдшерско-акушерский пункт.
Основу экономической жизни составляют сельское и лесное хозяйство и розничная торговля.